# Rok Różańca
Rok Różańca – w Kościele katolickim okres ustanowiony od października 2002 do października 2003. Ogłoszony został przez Papieża Jana Pawła II, aby zachęcić do refleksji nad znaczeniem Różańca Świętego.
Oficjalne ogłoszenie roku znalazło się w tekście listu apostolskiego Rosarium Virginis Mariae (wstęp, punkt 3).